# Fabian Kwok
Fabian Kwok (* 17. März 1989 in Singapur), mit vollständigem Namen Fabian Kwok Wing Hong, ist ein singapurischer Fußballspieler.

## Karriere
Fabian Kwok stand bis 2009 bei den Young Lions unter Vertrag. In der Elf spielen U23-Nationalspieler und auch Perspektivspieler. Ihnen soll die Möglichkeit gegeben werden, Spielpraxis in der ersten Liga, der Singapore Premier League, zu sammeln. Für die Lions absolvierte er sechs Erstligaspiele. Die Saison 2010 stand er bei Geylang International unter Vertrag. Wo er 2011 gespielt hat, ist unbekannt. Von 2012 bis 2014 spielte er wieder bei Geylang International. Für Geylang stand er 43-mal in der ersten Liga auf dem Spielfeld. 2015 wechselte er für zwei Jahre zu den Tampines Rovers. Im Januar 2017 unterschrieb er einen Vertrag bei Hougang United. Am 19. November 2022 stand er mit Hougang im Finale des Singapore Cup. Das Finale gegen die Tampines Rovers gewann man mit 3:2. Nach über 100 Erstligaspielen wechselte er im Januar 2023 zum ebenfalls in der ersten Liga spielenden Balestier Khalsa.

## Erfolge
Hougang United
- Singapore Cupsieger: 2022